# Sebastián Chico Martínez

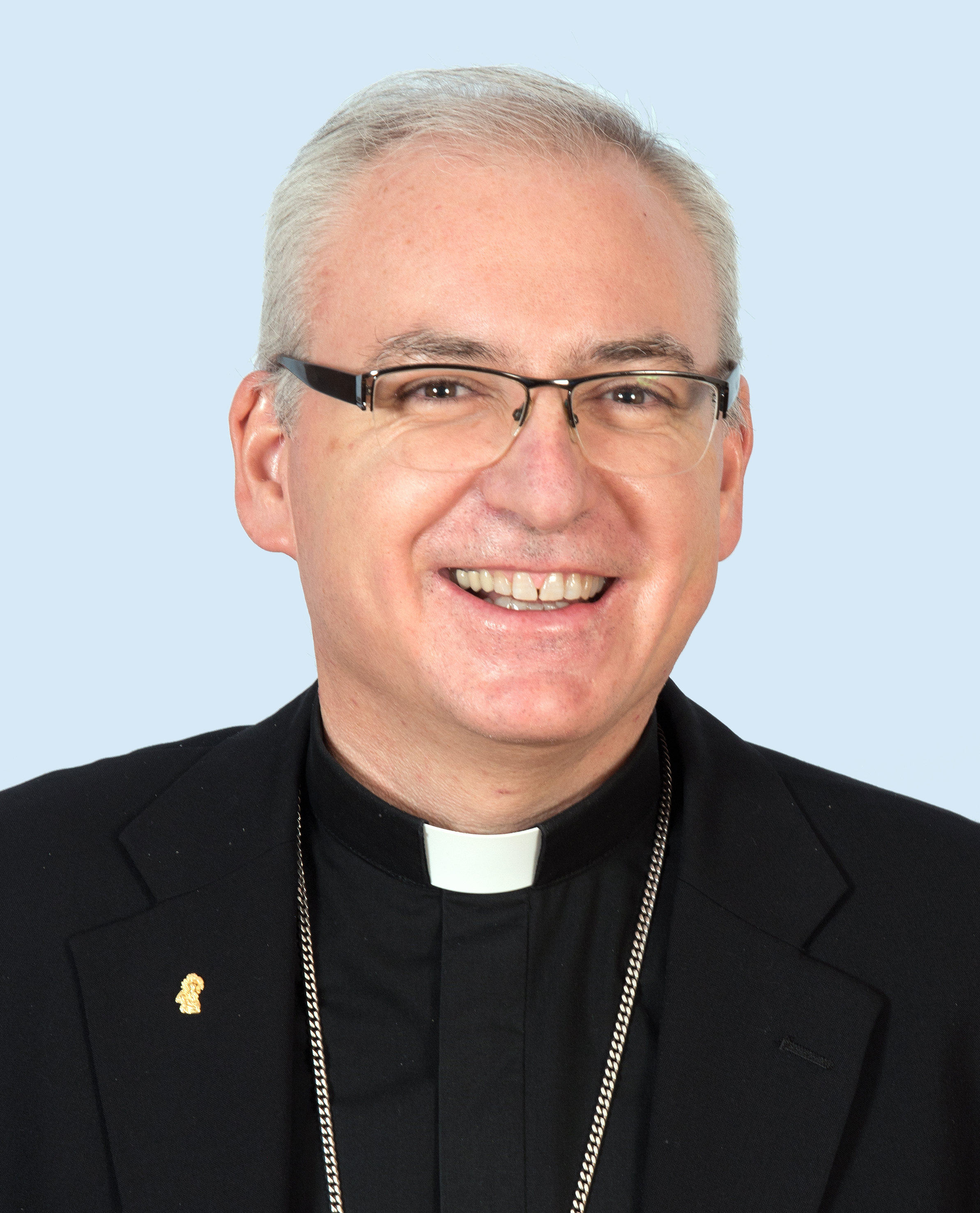
Sebastián Chico Martínez, 2022

Wappen von Sebastián Chico Martínez als Weihbischof in Cartagena

Sebastián Chico Martínez (* 12. Mai 1968 in Cehegín) ist ein spanischer Geistlicher und römisch-katholischer Bischof von Jaén.

## Leben
Sebastián Chico Martínez erwarb zunächst an der Universidad Politécnica de Cartagena einen Abschluss im Fach Ingenieurwissenschaften. 1995 trat er in das Priesterseminar San Fulgencio in Murcia ein, an dem er Philosophie und Katholische Theologie studierte. Am 7. Juli 2001 empfing Chico Martínez in der Kirche Santa María Magdalena in Cehegín durch den Bischof von Cartagena, Manuel Ureña Pastor, das Sakrament der Priesterweihe.
Chico Martínez war von 2001 bis 2003 als Pfarrvikar der Pfarrei San Francisco Javier in Murcia tätig, bevor er Pfarrer der Pfarreien Santiago Apóstol und San Isidoro in Cartagena wurde. Von 2010 bis 2011 wirkte er als Pfarrer der Pfarrei Nuestra Señora del Rosario in Santomera und als Bischofsvikar. Ab 2011 war Sebastián Chico Martínez Regens des Priesterseminars San Fulgencio in Murcia und Rektor des Kleinen Seminars San José in Santomera sowie ab 2016 zudem Domherr an der Kathedrale Santa María in Murcia und Mitglied des Konsultorenkollegiums des Bistums Cartagena.
Am 20. Februar 2019 ernannte ihn Papst Franziskus zum Titularbischof von Valliposita und zum Weihbischof in Cartagena. Der Bischof von Cartagena, José Manuel Lorca Planes, spendete ihm am 11. Mai desselben Jahres in der Kathedrale Santa María in Murcia die Bischofsweihe. Mitkonsekratoren waren der Erzbischof von Valencia, Antonio Kardinal Cañizares Llovera, und der Apostolische Nuntius in Spanien, Erzbischof Renzo Fratini. Sein Wahlspruch Sufficit tibi gratia mea („Meine Gnade genügt dir“) stammt aus 2 Kor 12,9 . In der Spanischen Bischofskonferenz gehörte Sebastián Chico Martínez von 2019 bis 2020 der Kommission für die Priesterseminare und Universitäten an. Seit 2020 ist er Mitglied der Kommission für den Klerus und die Priesterseminare.
Papst Franziskus bestellte ihn am 25. Oktober 2021 zum Bischof von Jaén. Die Amtseinführung fand am 27. November desselben Jahres statt.